# Chalki
Chalki (tiếng Hy Lạp: ?) là một khu tự quản ở vùng Nam Egeo, Hy Lạp. Khu tự quản Chalki có diện tích 37 km², dân số theo điều tra ngày 18 tháng 3 năm 2001 là 295 người.